# Gustiana
Gustiana là một chi bướm đêm thuộc họ Erebidae.